# Alicularia mulleriana
Alicularia mulleriana là một loài rêu tản trong họ Jungermanniaceae. Loài này được (Schiffner) Müll. Hal. miêu tả khoa học lần đầu tiên năm 1905.